# Ugia mascusalis
Ugia mascusalis là một loài bướm đêm trong họ Erebidae.